# Риза
 Тази статия е за дрехата.  За американския музикант вижте Риза (музикант).  
Ризата е наименованието на два вида дрехи. Традиционно облекло у славяните още от древността, а днес характерен елемент в носиите на повечето славянски народи, е дълга риза, украсявана с бродерии. В съвременния български риза означава друг вид дреха, предимно мъжка, закопчавана с копчета и с твърда яка и ръкавели.

## Традиционна дълга риза
Ризата е позната още в Древен Египет, но е била използвана само от жените като допълнение към дългата прилепнала платнена рокля. Намерените при археологически разкопки ризи са от периода след XVII династия.
При славяните ризата представлявала дълга бяла дреха, изработена от ленено или конопено платно. Носели я и мъже, и жени, като имало разлика в дължината — при мъжете стигала до средата на бедрото или до коляното, а при жените — до прасеца или глезена. Ризите задължително бивали украсявани с преобладаващо червени бродерии, пресъздаващи флорални или животински мотиви и митологични персонажи. Недопустимо било ризата да се носи небродирана, тъй като изцяло бялата дреха била символ на смъртта и с такива обличали само мъртъвците. Славянските жени имали традиция да не завършват шевиците на ризите, които изработват, а винаги да оставят по няколко липсващи шева. Причина за това било поверието, че богинята на смъртта Мора отвежда в царството на мъртвите онези, които са свършили всичката си работа на земята.

## Съвременна риза
Съвременните ризи се закопчават отпред с копчета и имат твърда яка и ръкавели. Те са част от официалното облекло.